# Caterham 7 JPE
El Caterham 7 JPE (Jonathan Palmer Evolution) es un automóvil de altas prestaciones construido por el fabricante británico Caterham, en la ciudad homónima. Fue desarrollado y nombrado por el retirado piloto de Fórmula 1 Jonathan Palmer. Palmer posee una escuela de conducción en la que emplea estos vehículos para el aprendizaje de los pilotos.
Los ingenieros de Caterham modificaron un motor de 2 litros de cilindrada para extraer de él 250 CV; y lo acoplaron a un chasis, creando un conjunto de 515 kg. Esta mezcla le dio dos records mundiales, de aceleración de 0 a 100 km/h, quedando en 3,5 segundos; y el de aceleración y frenada de 0 a 160 a 0 km/h en 12,4 segundos. Este último registro sólo pudo ser superado por el McLaren F1 LM, mucho más potente y caro.
Su precio en la reventa ronda las 12.000 libras esterlinas, por lo que muchos lo consideran una ganga, comparado con otros superdeportivos.
- Datos: Q5758675